# Constantino Mollitsas
Constantino Mollitsas (Santos, 2 de dezembro de 1899 – Santos, 24 de setembro de 1966) foi um futebolista brasileiro que atuava como atacante.

## Carreira
Iniciou a carreira no Brasil Futebol Clube, de sua cidade natal, Santos.
Em 1918, se transferiu para o EC Pelotas.
Atuou pelo Santos, onde jogou 84 vezes entre os anos de 1920 a 1924 (em 1930 jogou uma única partida) e marcou 53 gols. Está entre os 50 maiores goleadores do clube.
Constantino jogou em três partidas pela Seleção Brasileira em 1920, quando fez parte da Seleção que participou do Campeonato Sul-Americano.